# 厦门达达
厦门达达，是1983年至1989年间活跃在中国大陆的一个现代艺术团体，由黄永砯、林嘉华等人在福建省厦门市创立，是“85新潮”期间最具颠覆性的流派。厦门达达成员受到达达主义的影响，曾于1986年9月28日—10月5日举办“厦门达达现代艺术展”，并于当年11月将参展作品进行焚烧。作为中国当代艺术的一场运动，厦门达达被认为具有“反建制”、“反体制”的反叛精神和批判特性。

## 历史
1983年5月9日-12日，在厦门市文化局拨款支持下，黄永砅、林嘉华、俞晓刚、焦耀明、许成斗在厦门群众艺术馆举办“厦门五人现代艺术展”，参加展出作品，雕塑，油画，水墨，装置等共计84件作品，艺术形式激进，当时只开放给内部观摩。
1985年前后，“85新潮”兴起，标志着中国当代艺术的诞生。新兴艺术对以往的官方“现实主义”进行强力反拨，从文化观念上展开了对社会现实和传统文化的历史批判，期间更多借鉴的是西方现代艺术的观念与手法。仅在1985年和1986两年间，即有大约80多个新兴艺术群体成立，遍布中国大陆20多个省市，包括内蒙古、甘肃、宁夏、西藏、青海等边远地区。
1986年9月28日—10月5日，黄永砅、林嘉华等13人举办“厦门达达现代艺术展”，展出作品83件。11月20日至23日，艺术展重新改装组合展开，损坏并将所有参展作品全部焚烧，焚烧作品的整个行为保留了完整的照片和录像文献。在黄永砯看来，“厦门达达”这个团体真正的诞生，即是在11月23日焚烧作品的时候才开始的。他认为，“所以我当时（厦门达达运动时期）说达达死了，但是达达是永远不死的。死的东西是永远不死的，我们说不死的才是死的。”
1986年底至1988年，黄永砅，林嘉华等人还曾组织了一系列相关艺术活动，包括较为知名的“袭击美术馆事件”（官方名称是“发生在福建省美术馆内的事件展览”）等。1989年2月，厦门达达成员参加在中国美术馆举行的“中国现代艺术展”，是85新潮运动的高潮。